# Wegstrecke
Als Wegstrecke wird die Länge eines auf der Erdoberfläche zurückgelegten Weges eines Fußgängers oder Fahrzeugs bezeichnet. Sie ist von der Horizontalstrecke zu unterscheiden, beinhaltet Abweichungen von der geraden Strecke (d. h. Umwege) und auch die unterwegs auftretenden Höhenunterschiede. In weiterem Sinn kann der Weg auch durch den dreidimensionalen Raum führen (beispielsweise Flugbahn eines Elektrons, freie Weglänge in der Teilchenphysik).
Bei einer Bewegung mit konstanter Geschwindigkeit ergibt sich die von einem Zeitpunkt {\displaystyle t_{1}} bis zu einem Zeitpunkt {\displaystyle t_{2}} zurückgelegte Wegstrecke {\displaystyle s_{12}} durch Multiplikation der Geschwindigkeit {\displaystyle v} mit der Zeitspanne {\displaystyle t_{12}=t_{2}-t_{1}}:
{\displaystyle s_{12}=v\cdot t_{12}}.
Bei ungleichmäßiger Fortbewegung, beispielsweise bedingt durch ein Wegstück mit einer Steigung, muss diese Gleichung für jedes Teilstück einzeln angesetzt werden, wozu weitere Zeitpunkte gemessen sein müssen. Die so bestimmten Wegstrecken werden durch Addition zur gesamten zurückgelegten Wegstrecke zusammengefasst (siehe Weg (Physik)).
Messungen der Wegstrecke können auf verschiedene Arten erfolgen:
- mit einem Messrad (Hodometer, Peiselerrad)
- durch Trägheitsnavigation einer Kreiselplattform
- mit dem Kilometerzähler eines Fahrzeugs
- mit dem Schrittzähler bei Kenntnis der Schrittlänge
- aus der Wegzeit eines Fußgängers bei Kenntnis seiner Geschwindigkeit – siehe Wegstunde
- durch Auswertung von Satellitennavigation.

## Streckenmessung in Nautik und Luftfahrt
In der Schifffahrt muss wegen Strömung und Wind zwischen dem Weg durch Wasser und dem Weg über Grund unterschieden werden. Ersterer wird mit Loggen gemessen, zweiter mit elektrischen oder Funkverfahren.
Ähnliches gilt für die Luftfahrt: die Messung der Eigengeschwindigkeit erfolgt mit sogenannten Fahrtmessern, jene über Grund (bzw. die zurückgelegte Strecke) mit dem Dopplerradar oder anderen Methoden der Navigation.